# Jennifer Oeser
Pour les articles homonymes, voir Oeser.
Jennifer Oeser (née le 29 novembre 1983 à Brunsbüttel) est une athlète allemande spécialiste de l'heptathlon.

## Carrière
Elle fait ses débuts sur la scène internationale à l'occasion des Championnats du monde juniors 2002 de Kingston, se classant à la huitième place finale avec 5 405 points. En 2003, elle s'illustre lors des Championnats d'Europe espoirs de Bydgoszcz en s'adjugeant le titre de l'heptathlon avec 5 901 points, nouveau record personnel. Elle obtient en 2006 son premier titre national et termine au pied du podium des Championnats d'Europe de Göteborg en battant sa meilleure performance personnelle. Septième des mondiaux d'Osaka en 2007, et onzième des Jeux olympiques de Pékin en 2008, elle se distingue dès l'année suivante en remportant la médaille d'argent des Championnats du monde 2009 de Berlin avec 6 493 points, devancée cependant largement par la Britannique Jessica Ennis.
Elle prend la médaille de bronze aux championnats d'Europe 2010 et bat son record personnel avec 6 683 points. L'année suivante, elle se présente aux Championnats du monde de Daegu avec la troisième meilleure performance de l'année derrière Jessica Ennis et Tatyana Chernova. Elle respecte son rang et termine troisième derrière les deux favorites mais récupère l'argent en novembre 2016 à la suite de la disqualification pour dopage de Chernova. L'IAAF annonce le 26 juillet 2017 qu'une cérémonie pour remettre la médaille aura lieu le 6 août 2017 pendant les Championnats du monde de Londres.
Elle valide son billet pour les Jeux de Londres le 27 mai 2012 à Götzis. Cependant à Londres, à cause de problèmes récurrents aux ischio-jambiers, elle abandonne au 800 mètres, dernière épreuve de l'heptathlon. Elle se fait opérer en Suisse fin août 2012, la tenant éloignée du circuit toute la saison 2013.

### Retraite sportive (2017)
Les 24 et 25 juin 2017, Oeser participe au Mehrkampf-Meeting Ratingen : elle est 5e au classement provisoire avant la dernière épreuve, le 800 m, mais ne prend pas le départ de la course et annonce la fin de sa carrière, couronnée par deux médailles d'argent mondiales (2009 et 2011) et une médaille de bronze européenne (2010).

## Palmarès
| Date | Compétition                           | Lieu                                  | Résultat | Épreuve    | Points |
| ---- | ------------------------------------- | ------------------------------------- | -------- | ---------- | ------ |
| 2002 | Championnats du monde                 | Kingston                              | 8e       | Heptathlon | 5 405  |
| 2003 | Championnats d'Europe espoirs         | Bydgoszcz                             | 1re      | Heptathlon | 5 901  |
| 2006 | Championnats d'Europe                 | Göteborg                              | 4e       | Heptathlon | 6 376  |
| 2006 | Décastar                              | Talence                               | 3e       | Heptathlon | 6 184  |
| 2007 | Hypo-Meeting                          | Götzis                                | 3e       | Heptathlon |        |
| 2007 | Championnats du monde                 | Osaka                                 | 7e       | Heptathlon | 6 378  |
| 2008 | Jeux olympiques                       | Pékin                                 | 11e      | Heptathlon | 6 360  |
| 2009 | Championnats du monde                 | Berlin                                | 2e       | Heptathlon | 6 491  |
| 2009 | Coupe du monde des épreuves combinées | Coupe du monde des épreuves combinées | 2e       | Heptathlon | 19 255 |
| 2010 | Hypo-Meeting                          | Götzis                                | 3e       | Heptathlon | 6 193  |
| 2010 | Championnats d'Europe                 | Barcelone                             | 3e       | Heptathlon | 6 683  |
| 2010 | Coupe du monde des épreuves combinées | Coupe du monde des épreuves combinées | 1re      | Heptathlon | 19 303 |
| 2011 | Hypo-Meeting                          | Götzis                                | 3e       | Heptathlon | 6 359  |
| 2011 | Mehrkampf-Meeting Ratingen            | Ratingen                              | 1re      | Heptathlon | 6 663  |
| 2011 | Championnats du monde                 | Daegu                                 | 2e       | Heptathlon | 6 572  |
| 2011 | Coupe du monde des épreuves combinées | Coupe du monde des épreuves combinées | 1re      | Heptathlon | 19 584 |
| 2012 | Jeux olympiques                       | Londres                               | 28e      | Heptathlon | 5 455  |
| 2015 | Mehrkampf-Meeting Ratingen            | Ratingen                              | 2e       | Heptathlon | 6 306  |
| 2015 | Championnats du monde                 | Pékin                                 | 10e      | Heptathlon | 6 308  |
| 2016 | Mehrkampf-Meeting Ratingen            | Ratingen                              | 3e       | Heptathlon | 6 058  |
| 2016 | Jeux olympiques                       | Rio de Janeiro                        | 9e       | Heptathlon | 6 401  |
| 2016 | Coupe du monde des épreuves combinées | Coupe du monde des épreuves combinées | 6e       | Heptathlon | 18 630 |

## Records
| Épreuve           | Performance   | Lieu                    | Date                      |
| ----------------- | ------------- | ----------------------- | ------------------------- |
| 100 mètres haies  | 13 s 14       | Ratingen                | 16 juillet 2011           |
| Saut en hauteur   | 1,86 m        | Göteborg Rio de Janeiro | 7 août 2006 12 août 2016  |
| Lancer du poids   | 14,29 m       | Berlin Ratingen         | 15 août 2009 20 juin 2017 |
| 200 mètres        | 23 s 95       | Ratingen                | 16 juillet 2011           |
| Saut en longueur  | 6,68 m        | Barcelone               | 31 juillet 2010           |
| Lancer du javelot | 51,30 m       | Daegu                   | 30 août 2011              |
| 800 mètres        | 2 min 10 s 39 | Daegu                   | 30 août 2011              |
| Heptathlon        | 6 683 pts     | Barcelone               | 31 juillet 2010           |

| Épreuve          | Performance   | Lieu       | Date             |
| ---------------- | ------------- | ---------- | ---------------- |
| 60 mètres haies  | 8 s 57        | Stuttgart  | 5 février 2011   |
| Saut en hauteur  | 1,81 m        | Hambourg   | 1er février 2009 |
| Lancer du poids  | 13,68 m       | Leverkusen | 17 janvier 2009  |
| Saut en longueur | 6,05 m        | Leverkusen | 16 janvier 2011  |
| 800 mètres       | 2 min 20 s 04 | Hambourg   | 1er février 2009 |
| Pentathlon       | 4 423 pts     | Hambourg   | 1er février 2009 |